# Prsna aorta
Prsna aorta  ili  torakalna aorta dio je silazne aorte. Počinje kao nastavak luka aorte u razini donjeg ruba četvrtoga prsnog kralješka, a završava u razini otvora u ošitu, koji se naziva lat. hiatus aorticus gdje počinje trbušna aorta. Torakalna aorta nalazi se u stražnjem medijastinumu, s lijeve strane kralježnice i sve niže prelazi prema središnjoj liniji dok ne dođe sasvim ispred kralježnice.

## Odnosi
S prednje strane odozgo prema dolje u odnosu je s korijenom lijevog plućnog krila, osrčjem, jednjakom i ošitom; sa stražnje strane kralježnicom i poluneparnom venom (lat. v.m hemiazygos); s desne strane neparnom venom (lat. v. azygos) i prsnim mezgrovodom (lat. ductus thoracicus); s lijeve strane s porebricom (lat. pleura) i plućima. 

## Grane torakalne aorte
OD prsne aorte odvajaja se velik broj malih grana:
- arterijske grane za dušnice - lat. rami bronchiales
- arterijske grane za jednjak - lat. rami esophagei
- arterijske grane za osrčje - lat. rami pericaridaci
- arterijske grane za medijastinum - lat. rami mediastinales
- stražnje međurebrene arterije - lat. aa. intercostales posteriores (i arteria subcostalis)
- gornje arterije ošita - lat. aa phrenicae superiores

## Dodatne slike
- Poprečni presjek prsišta koji prikazuje odnos s plućnom arterijom.
- Luka aorte i njegove grane.